# Arborophila rufipectus
Arborophila rufipectus е вид птица от семейство Phasianidae. Видът е застрашен от изчезване.

## Разпространение
Видът е разпространен в Китай.